# Wolfgang J. Fuchs

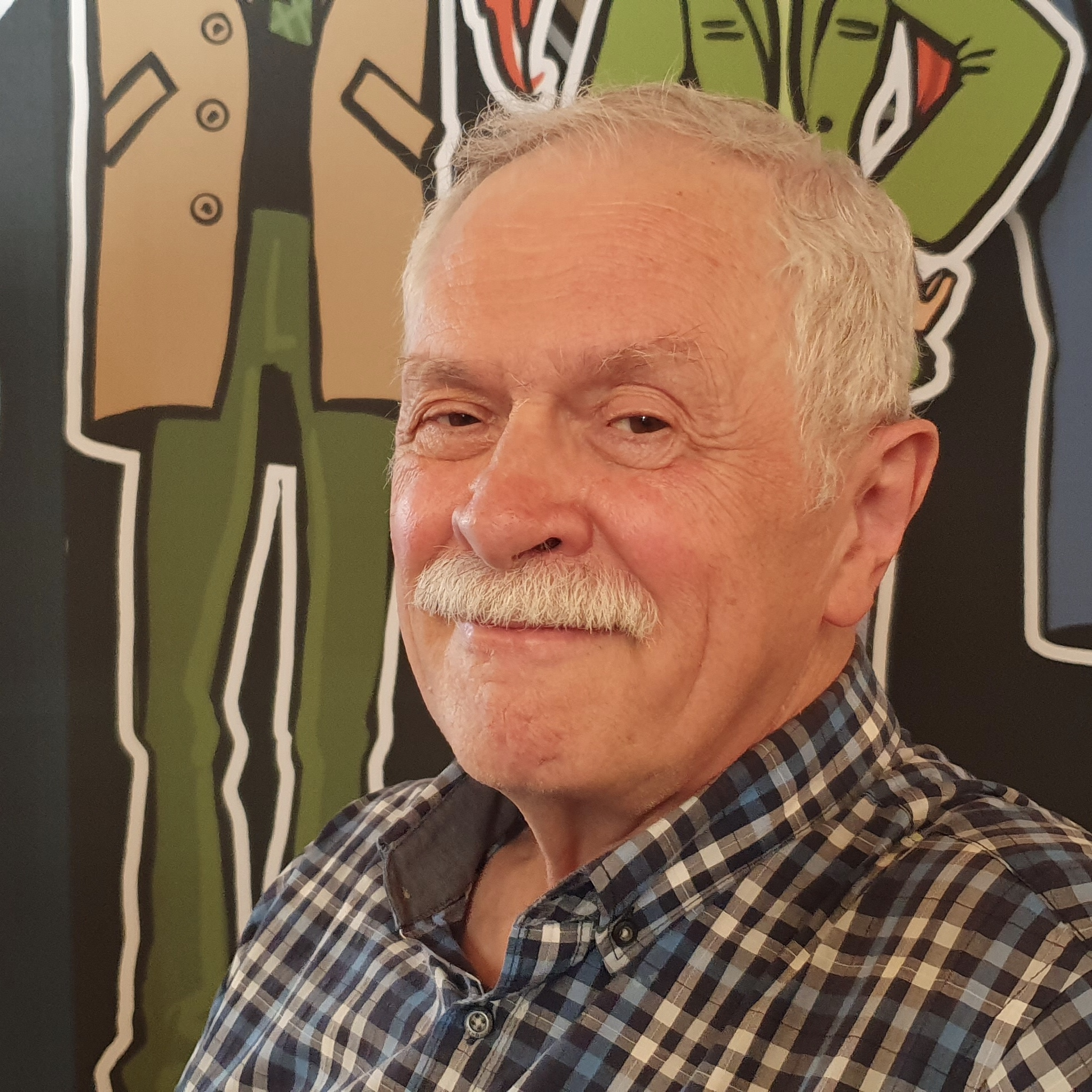
Wolfgang J. Fuchs, 2019

Wolfgang J. Fuchs (* 16. September 1945 in Unsleben; † 20. Januar 2020 in München) war ein deutscher Sachbuchautor, freier Journalist, Comicautor, Übersetzer, Filmexperte und gilt als Deutschlands erster Comic-Forscher. Bekannt ist er auch durch seine redaktionellen Beiträge in Die tollsten Geschichten von Donald Duck – Sonderheft. Zudem schrieb er Vorworte für die deutschen Ausgaben der Barks Comics & Stories und weiterer Disney-Titel des Ehapa-Verlages; für diesen übersetzte er auch redaktionelle Beiträge aus dem Englischen. So war Fuchs an der Zusammenstellung und redaktionellen Betreuung der Ehapa-Comicreihe Disneys Heimliche Helden (2005–2009) sowie partiell an der Reihe Disneys Hall of Fame (2004–2011) (u. a. Band 4 und Band 13) beteiligt.

## Werdegang
Fuchs, geboren 1945 in Unterfranken, studierte nach einem Semester Studium des Bauingenieurwesens Zeitungswissenschaft mit Nebenfach Amerikanistik und Anglistik. Er gehörte zu den ersten Autoren im deutschsprachigen Raum, die sich ernsthaft mit dem Medium „Comic“ auseinandersetzten. Zusammen mit Reinhold C. Reitberger legte er dazu die grundlegenden Standardwerke Comics. Anatomie eines Massenmediums (1971) und Comics-Handbuch (1978) vor. Zudem arbeitete er an Maurice Horns The World Encyclopedia of Comics, dem The Who’s Who of American Comic Books (Jerry Bales/Hames Ware, 1973–1976, vier Bände) und dem Filmnotizbuch 1978/79 mit. 1974/75 gehörte er der Redaktion der Zeitschrift Peanuts an. Er schrieb zahllose Beiträge für Funk und Zeitschriften.
Fuchs übersetzte u. a. Prinz Eisenherz und Garfield sowie Brian Fies’ ursprünglich als Web-Comic veröffentlichte, autobiographische Geschichte Mom’s Cancer, die 2005 mit dem Eisner Award ausgezeichnet wurde (nachdem der Comic in Buchform veröffentlicht wurde, wurde die online-Veröffentlichung aus dem Netz genommen). Der Band erhielt in der Übersetzung von Fuchs unter dem Titel Mutter hat Krebs 2007 den Deutschen Jugendliteraturpreis.
Zudem wandte er seine theoretischen Kenntnisse über Comics auch praktisch an, in dem er selbst Comics textete und zeichnete. So schuf er u. a. wiederum in Zusammenarbeit mit Reitberger die Comic-Reihe Berry der Plantagenbär, ein kostenloser Werbecomic für Kaba, der den Instant-Kakaogetränk-Packungen 1985 bis 1990 beilag. Mit Günter Mayrhofer als Zeichner, textete Fuchs den Comic Quark, der im Herbst 1987 sowohl als Heftserie als auch als Zeichentrickserie im Fernsehen startete.
Neben seiner Beschäftigung mit Comics verfasste er auch Sachbücher zu deutsch-amerikanischen und Film-Themen, so über Humphrey Bogart, James Dean und Woody Allen.
Im Jahr 2015 leitete er zusammen mit Heiner Lünstedt das Comicfestival München.
Er lebte von 1946 bis zu seinem Tod im Januar 2020 in München.
Mit der Übersetzerin Erika Fuchs, die auch Disney-Comics übersetzte, war er nicht verwandt.

## Werke
- mit Reinhold C. Reitberger: Panel 1. Heinz Moos, München 1971.
- mit Reinhold C. Reitberger: Comics. Anatomie eines Massenmediums. Gräfelfing vor München 1971 (mit Schallplattenbeilage; ISBN 3-7879-0054-3; bis 1983 mehrere, zum Teil gekürzte Auflagen; auch unter dem Titel Das große Buch der Comics. Anatomie eines Massenmediums).
- Comics – harmlose Bildergeschichten 1974.
- als Herausgeber: Comics im Medienmarkt – in der Analyse – im Unterricht (VS Verlag für Sozialwissenschaften, 1977), ISBN 978-3-8100-0170-2.
- mit Reinhold C. Reitberger: Comics-Handbuch. Reinbek bei Hamburg 1978 ISBN 3-499-16215-6.
- Die vielen Gesichter des Woody Allen. Taschen, 1988, ISBN 978-3-8228-0028-7.
- James Dean. Spuren eines Giganten. Taschen, 1988, ISBN 978-3-8228-0034-8.
- Humphrey Bogart. Kult-Star. Taschen, 1988, ISBN 978-3-8228-0032-4.
- Micky Maus – Das ist mein Leben. Unipart-Vlg., Remseck (Januar 1991), ISBN 978-3-8122-3086-5.
- mit Peter Reichelt, Harald Havas und einer Einf. von Ina Brockmann: Gezeichnet Walt Disney? : Donald, Micky und ihre Väter Carl Barks, Floyd Gottfredson, Al Taliaferro und Walt Disney; der Katalog zur Ausstellung „Donald, Micky und Ihre Väter“. Reichelt und Brockmann, Mannheim 2013, ISBN 978-3-923801-58-9.